# Lasioglossum weemsi
Lasioglossum weemsi är en biart som först beskrevs av Mitchell 1960. Den ingår i släktet smalbin och familjen vägbin. Inga underarter finns listade i Catalogue of Life. Utbredningsområdet omfattar sydöstra Kanada och nordöstra USA.

## Beskrivning
Endast honan har påträffats. Hon har huvud och mellankropp gröna med svaga blå skiftningar till nästan helt blåa. Clypeus har en avvikande, brunsvart färg på den övre delen, medan antennerna är mörkbruna. Benen är bruna, och vingarna är halvgenomskinliga med brungula ribbor och brungult till rödaktigt vingfäste. Bakkroppen är mörkbrun, med bakkanterna på tergiterna och sterniterna halvgenomskinligt brungula. Behåringen är vitaktig och förhållandevis gles. Biet är litet; kroppslängden varierar mellan 4,2 och 4,9 mm.

## Utbredning
Lasioglossum weemsi är vanligt förekommande i sydöstra Kanada och nordöstra USA från södra Ontario i Kanada till South Carolina i USA, med västgräns i östra Wisconsin och östra Illinois, samt östgräns vid New Englands Atlantkust.

## Ekologi
Arten är polylektisk, den flyger till blommande växter från flera olika familjer: Amarantväxter, korgblommiga växter, korsblommiga växter, kransblommiga växter, flockblommiga växter, vindeväxter och grobladsväxter.

## Taxonomi
Arten har en förväxlingsart i Lasioglossum mitchelli, och är även mycket lik Lasioglossum leviense. Dessa tre arter bildar ett artkomplex, och den kanadensiske forskaren Jason Gibbs håller det inte för otroligt att de tre arterna kan komma att betraktas som synonymer, då till Lasioglossum leviense.